# Beskidy Zachodnie
Beskidy Zachodnie (513.4-5, słow. Západné Beskydy) – makroregion położony w obrębie Zewnętrznych Karpat Zachodnich, którego średnie wysokości nad poziomem morza oscylują pomiędzy 600 a 1400 m n.p.m. (wyjątek to masyw Pilska i masyw Babiej Góry, które przekraczają 1500 m n.p.m.).
W skład Beskidów Zachodnich wchodzą:
- 513.44 Beskid Morawsko-Śląski (czes., słow. Moravskoslezské Beskydy)
- 513.45 Beskid Śląski (czes. Slezské Beskydy)
- 513.46 Kotlina Żywiecka
- 513.47 Beskid Mały
- 513.48 Beskid Makowski
- 513.49 Beskid Wyspowy
- 513.50 Kotlina Rabczańska (po 2018 Pogórze Orawsko-Jordanowskie[1])
- 513.51 Beskid Żywiecki (po zmianie granic z 2018 jako Beskid Żywiecko-Orawski[1], Oravské Beskydy)
- 513.52 Gorce
- 513.53 Kotlina Sądecka
- 513.54 Beskid Sądecki
- 513.55 Góry Czerchowskie (słow. Čergov)
- 513.56 Góry Kisuckie (słow. Kisucká vrchovina)
- 513.57 Magura Orawska (słow. Oravská Magura)[2].

W zaktualizowanej regionalizacji Polski z 2018 roku pominięto wyróżniane przez Kondrackiego mikroregiony 513.55–57 jako znajdujące się w całości poza granicami kraju, natomiast w makroregionie Beskidy Zachodnie wydzielono dodatkowe jednostki:
- 513.55 Międzygórze Jabłonkowsko-Koniakowskie (słow. Jabunkovské medzihorie)
- 513.56 Beskid Żywiecko-Kisucki (słow. Kysucké Beskydy)
- 513.57 Pasma Pewelsko-Krzeszowskie
- 513.58 Działy Orawskie (słow. Oravské diely)
- 513.59 Pogórze Popradzkie (słow. Ľubovnianska vrchovina)[1].

W regionalizacji słowackiej szeroko rozumiany Beskid Żywiecki (Beskid Żywiecko-Kisucki oraz Beskid Żywiecko-Orawski) a także Góry Kisuckie i Magura Orawska zaliczane są tzw. Beskidów Średnich (Stredné Beskydy). Zgodnie z tym podziałem do Beskidów Zachodnich należą dopiero mezoregiony Międzygórze Jabłonkowsko-Koniakowskie, Beskid Morawsko-Śląski i Turzovská vrchovina.
W tej części Beskidów wyróżnia się od 2 do 5 pięter krajobrazowych:
- podgórskie,
- dolnoreglowe,
- górnoreglowe,
- subalpejskie
- i alpejskie.